# Szponiastonóg rudoplamy
Szponiastonóg rudoplamy, frankolin rudoplamy (Pternistis griseostriatus) – gatunek średniej wielkości afrykańskiego ptaka z rodziny kurowatych (Phasianidae). Jest endemitem zachodniej Angoli. Osiadły.

## Systematyka
Gatunek monotypowy.

## Morfologia
Wygląd zewnętrzny: Ptak o pokroju zbliżonym do kuropatwy. Od pokrewnych gatunków odróżnia się rdzawo kreskowaną piersią, płaszczem i pokrywami skrzydłowymi.
Rozmiary: długość ciała: ok. 33 cm.
Masa ciała: samiec około 430 g, samica około 390 g.

## Występowanie

### Środowisko
Lasy galeriowe i inne lasy z gęstym podszytem, 800 do 1200 m n.p.m.

### Zasięg występowania
Zachodnia Angola.

## Pożywienie
Najprawdopodobniej bezkręgowce, pędy roślin i nasiona.

## Rozród
Brak dostępnych informacji.

## Status, zagrożenie i ochrona
IUCN od 2012 uznaje szponiastonoga rudoplamego za gatunek najmniejszej troski (LC – least concern); wcześniej – od 2006 miał on status „bliski zagrożenia” (NT – near threatened), od 1994 – status narażonego na wyginięcie (VU – vulnerable), a od 1988 uznawany był za gatunek bliski zagrożenia (NT). Wielkość populacji jest szacowana na 7–35 tysięcy dorosłych osobników i spada. Główne zagrożenie to wycinka i degradacja lasów. Gatunek wykazuje większą tolerancję dla środowisk zmodyfikowanych przez człowieka, niż wcześniej sądzono, spotykany jest np. na polach uprawnych.